# 托马索·蒙塔诺
托马索·蒙塔诺（義大利語：Tommaso Montano，1953年3月14日—），意大利前男子击剑运动员。他曾代表意大利参加1976年夏季奥林匹克运动会击剑比赛，结果获得男子团体佩剑银牌。